# Overgave van de Nederlandse vloot aan de Franse cavalerie
De overgave van de Nederlandse vloot aan de Franse cavalerie vond waarschijnlijk plaats op 24 januari 1795 op het bevroren Nieuwediep bij Den Helder. Franse bronnen beweren dat op die dag de cavalerie de in het ijs vastzittende schepen heeft bestormd en ingenomen; Nederlandse bronnen berichten dat de schepen vooraf van hogerhand orders hadden gekregen geen tegenstand te bieden. Het feit dat enkele huzaren over het ijs naar het vastgevroren schip zijn gereden voor een onderhoud tussen officieren heeft waarschijnlijk aan deze mythe bijgedragen.

## De situatie
De winter van 1794-1795 was een uitzonderlijk strenge winter. De Zuiderzee kon te voet en met een slee worden overgestoken. De Nederlandse oorlogsschepen die op de Zuiderzee en voor de rede van Texel lagen, werden door het ijs bedreigd en moesten uitwijken naar de havens van Amsterdam, Enkhuizen en in het Nieuwediep. Op de laatstgenoemde plaats lagen vijftien schepen, waarvan elf bewapend en bemand, onder het bevel van kapitein Hermanus Reijntjes. Deze schepen vormden het grootste deel van de oorlogsvloot.
Tegelijkertijd rukten de Franse troepen over de bevroren rivieren naar het noorden op en bezetten het land. Het was voor de Fransen belangrijk om de verdedigingswerken van Den Helder in handen te krijgen, zodat deze niet in handen van de Britten zouden komen. Daarnaast wilden ze voorkomen dat de Nederlandse vloot naar het nog niet bezette Zeeland of naar Engeland zou ontkomen.

## De overgave
Jan Willem de Winter, voormalig luitenant-ter-zee, was in 1787 naar Frankrijk overgelopen en daar tot de rang van brigadegeneraal opgeklommen. Op 22 of 23 januari 1795 trok hij aan het hoofd van een regiment Franse huzaren vanuit Haarlem naar Den Helder met als doel het innemen van de stad en de ingevroren schepen. Hij was vermoedelijk daartoe aangewezen omdat hij bekend was met de denkwijze van de Nederlandse marine. De militairen trokken over land (en niet over de Zuiderzee zoals Franse bronnen beweren) en arriveerden in de nacht van de 23e januari. De volgende dag trokken enkele huzaren te paard over het ijs naar het linieschip "Admiraal Piet Heyn", waarop zich commandant Reijntjes bevond. Deze heeft daar waarschijnlijk mondeling afgesproken geen weerstand te bieden. Iets soortgelijks had ook schout-bij-nacht Haringman in Vlissingen gedaan.
Reijntjes was door een door hem op 21 januari ontvangen schriftelijke opdracht, afkomstig van de "Gecommitteerde Raden der Staten van Holland en Westvriesland" en bekrachtigd door Luitenant-Admiraal van Kinsbergen, opperbevelhebber van de vloot, gemachtigd dit te doen.